# Empireo

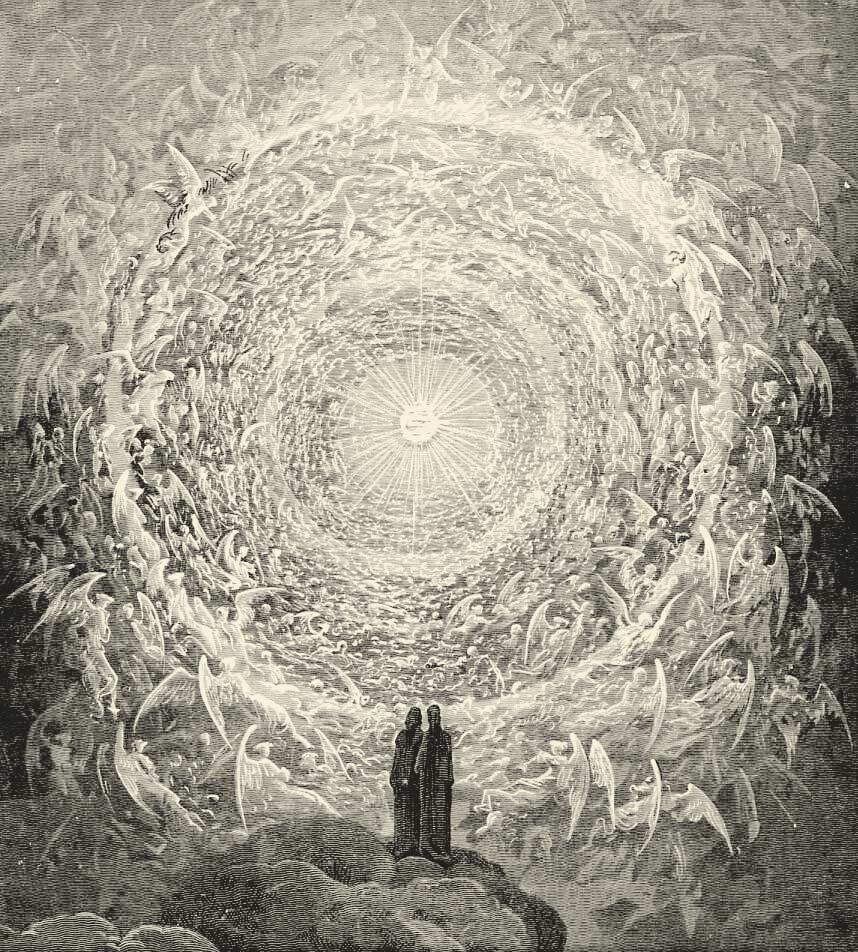
Dante e Beatrice contemplano l'Empireo, illustrazione di Gustave Doré

Secondo la teologia cattolica medievale, il cielo Empireo (pronuncia empìreo, dal greco antico ἐμπύριος, empýrios, cioè «infuocato», «ardente») è il più alto dei cieli, luogo della presenza fisica di Dio, dove risiedono gli angeli e le anime accolte in Paradiso.

## Modello celeste
L'Empireo si inquadra nell'ambito del sistema geocentrico, che fino alla pubblicazione delle teorie di Niccolò Copernico (1543) era unanimemente accettato da tutti gli studiosi. Secondo il modello di Aristotele, la Terra era al centro dell'universo, circondata da otto sfere concentriche (i cieli): in ciascuna delle prime sette aveva sede un pianeta (nell'ordine, contando dall'interno verso l'esterno: Luna, Mercurio, Venere, Sole, Marte, Giove, Saturno), mentre nell'ottava si collocavano le stelle.
Tolomeo, nel secondo secolo d.C., ispirandosi alla dottrina di Aristotele, introdusse un nono cielo, il Primum mobile, che non conteneva alcun astro visibile, ma originava e alimentava il movimento degli altri otto cieli. I teologi medioevali ripresero questa visione, rafforzata dal fatto che il numero nove era considerato "perfetto" in quanto espressione della trinità di Dio (9 = 3×3).

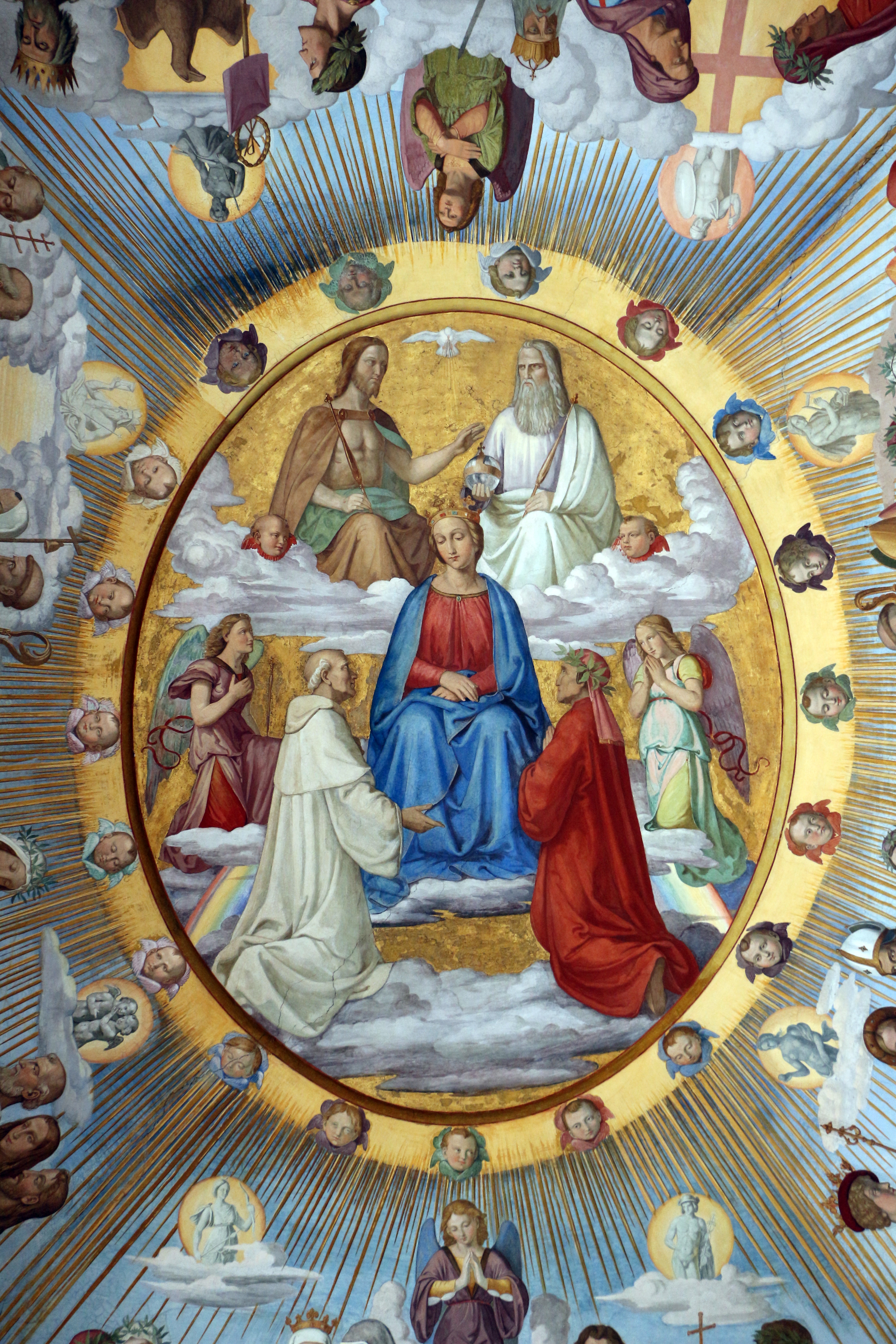
L'Empireo dipinto da Philipp Veit (Sala di Dante nel Casino Massimo a Roma)

Al di sopra di questi nove cieli, i filosofi islamici e cristiani aggiunsero uno spazio esterno, detto appunto «empireo», dove supponevano che risiedessero Dio, gli angeli e le anime dei beati. Esso tuttavia non era inteso come un'ulteriore sfera, poiché il suo vero centro era Dio, e non era limitato in dimensione né costituito da materia, come gli altri cieli, ma era piuttosto un luogo spirituale, fuori dal tempo e dallo spazio. Mentre infatti i nove cieli erano in perpetuo movimento, come una sorta di orologio cosmico che scandiva il trascorrere delle epoche, l'Empireo era eternamente immobile.

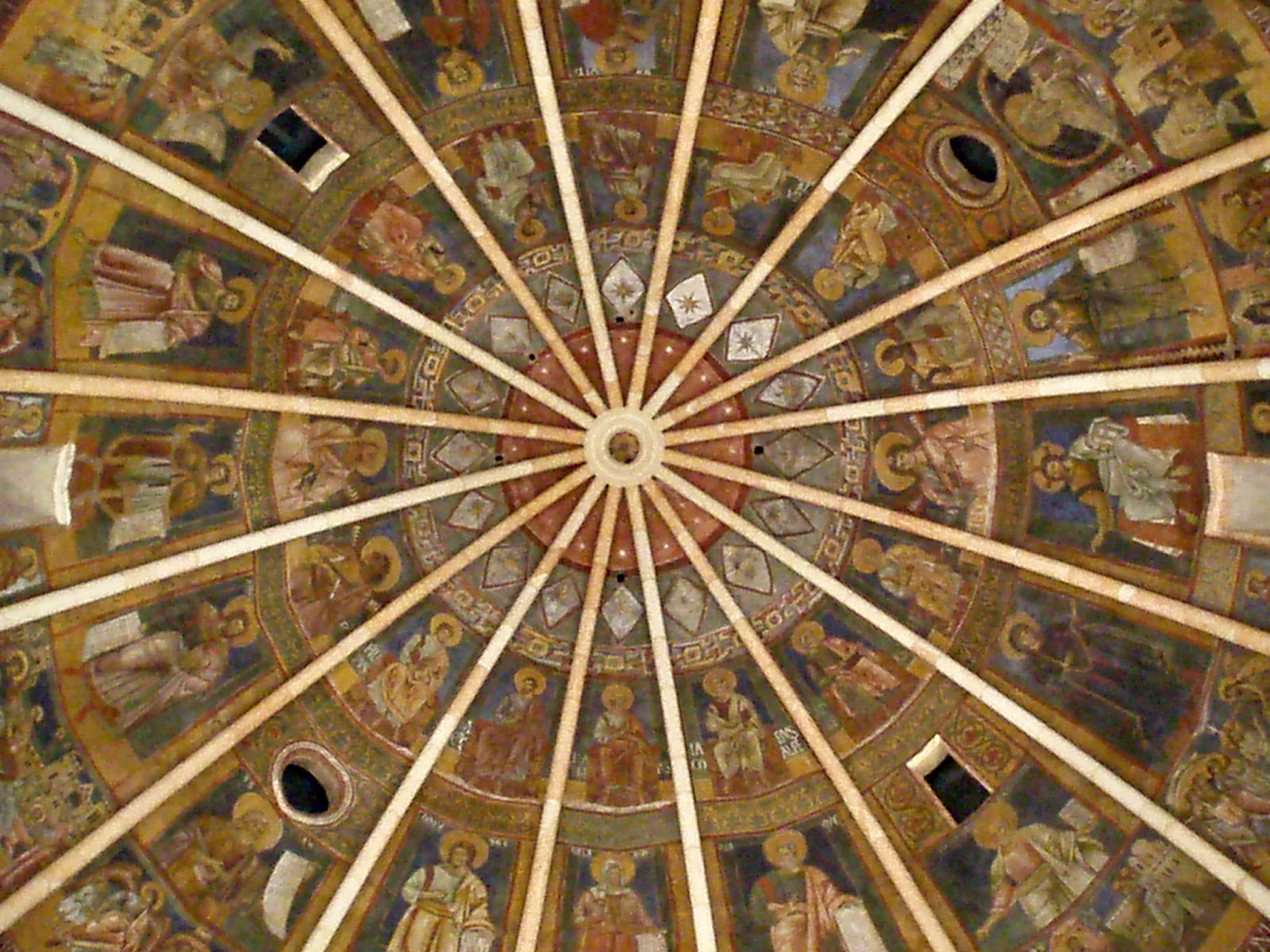
Soffitto della cupola del Battistero di Parma, su cui sono raffigurati al centro l'Empireo in rosso, e i vari cieli a seguire in forma concentrica.

La più celebre descrizione dell'Empireo è quella data da Dante nella Divina Commedia: dopo l'attraversamento dei nove cieli, che occupa i primi 29 canti (su 33) del Paradiso, il poeta immagina di salire in questo cielo, che Beatrice così gli descrive:
luce intellettüal, piena d'amore;
amor di vero ben, pien di letizia;
letizia che trascende ogne dolzore.
Qui vederai l'una e l'altra milizia
di paradiso, e l'una in quelli aspetti
che tu vedrai a l'ultima giustizia.»
(Paradiso XXX, 38-45)
Dante prosegue quindi a descrivere ciò che egli trova nell'Empireo: le tribune su cui siedono i beati, ognuno nel posto a lui destinato, a forma di anfiteatro che il poeta paragona ad una "candida rosa"; le gerarchie degli angeli, che egli raffigura disposti su nove cerchi concentrici, ad immagine dei nove cieli; e al centro di questi nove cerchi, un punto luminosissimo, che è Dio, la cui visione (in cui Dante arriva a scorgere i misteri della Trinità e dell'Incarnazione) costituisce l'oggetto del canto conclusivo.
L'Empìreo è anche rappresentato sul soffitto della cupola del Battistero di Parma nonché nei mosaici bizantineggianti (catino absidale) della basilica di Santa Maria in Trastevere a Roma.